# Пунат
45°01′ пн. ш. 14°38′ сх. д. / 45.01° пн. ш. 14.63° сх. д.
Пунат (хорв. Punat) — населений пункт і громада в Приморсько-Горанській жупанії Хорватії.

## Населення
Населення громади за даними перепису 2011 року становило 1 973 осіб. Населення самого поселення становило 1860 осіб.
Динаміка чисельності населення громади:
Динаміка чисельності населення центру громади:

## Населені пункти
Крім поселення Пунат, до громади також входить Стара Башка.

## Клімат
Середня річна температура становить 13,71 °C, середня максимальна – 26,24 °C, а середня мінімальна – 2,46 °C. Середня річна кількість опадів – 1199 мм.
| Клімат поселення                              | Клімат поселення | Клімат поселення | Клімат поселення | Клімат поселення | Клімат поселення | Клімат поселення | Клімат поселення | Клімат поселення | Клімат поселення | Клімат поселення | Клімат поселення | Клімат поселення | Клімат поселення |
| Показник                                      | Січ.             | Лют.             | Бер.             | Квіт.            | Трав.            | Черв.            | Лип.             | Серп.            | Вер.             | Жовт.            | Лист.            | Груд.            |                  |
| Середній максимум, °C                         | 9,01             | 9,12             | 11,38            | 14,98            | 19,94            | 23,84            | 26,24            | 26,20            | 21,90            | 17,40            | 12,58            | 9,92             |                  |
| Середня температура, °C                       | 5,73             | 5,84             | 8,10             | 11,70            | 16,68            | 20,56            | 23,19            | 23,14            | 18,84            | 14,36            | 9,54             | 6,89             |                  |
| Середній мінімум, °C                          | 2,46             | 2,56             | 4,82             | 8,42             | 13,41            | 17,28            | 20,14            | 20,09            | 15,82            | 11,30            | 6,49             | 3,84             |                  |
| Норма опадів, мм                              | 97               | 80               | 81               | 84               | 79               | 89               | 52               | 73               | 133              | 154              | 155              | 122              |                  |
| Середньомісячна швидкість вітру, м/с          | 3.01             | 3.15             | 3.20             | 3.00             | 2.70             | 2.57             | 2.56             | 2.57             | 2.70             | 2.95             | 3.31             | 3.28             |                  |
| Середньомісячна сонячна радіація, кДж/м²·день | 4534             | 7325             | 10719            | 15276            | 19795            | 21378            | 22781            | 19806            | 14450            | 9331             | 4944             | 3838             |                  |
| --------------------------------------------- | ---------------- | ---------------- | ---------------- | ---------------- | ---------------- | ---------------- | ---------------- | ---------------- | ---------------- | ---------------- | ---------------- | ---------------- | ---------------- |
| Джерело:                                      |                  |                  |                  |                  |                  |                  |                  |                  |                  |                  |                  |                  |                  |